# Statut nowokorczyński

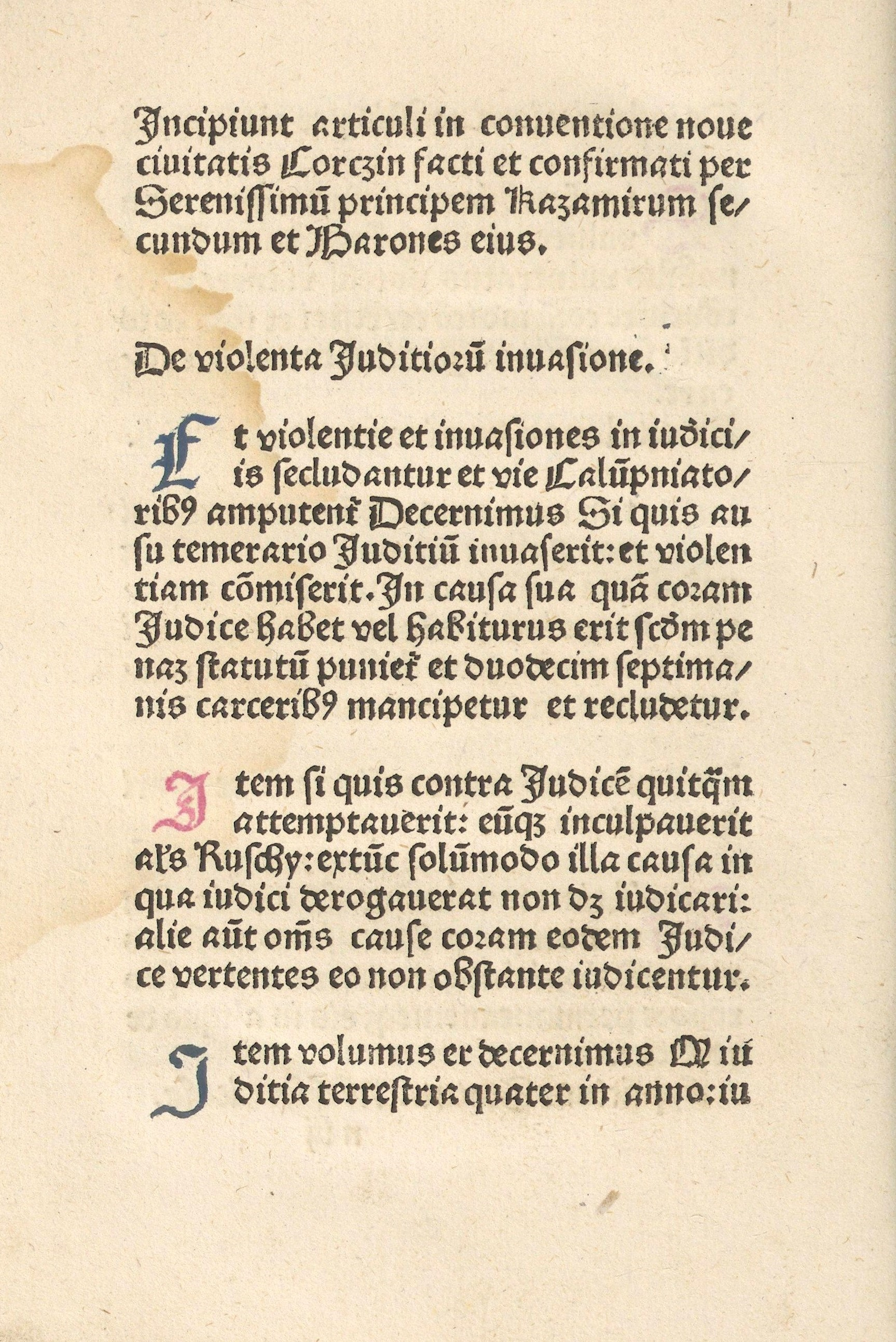
Pierwsza strona statutu nowokorczyńskiego w drukowanym zbiorze polskich statutów średniowiecznych (Syntagmata)

Statut nowokorczyński – polski statut średniowieczny wydany na sejmie prowincjonalnym Małopolski w Nowym Mieście Korczynie w 1465. 
Pełna nazwa statutu w pierwszym drukowanym zbiorze polskich statutów brzmi: "[A]rticuli in conventione Nove Civitatis Corczin facti et confirmati per Serenissimum principem Kazimirum secundum et barones eius" (Artykuły na sejmie w Nowym Mieście Korczynie uczynione i zatwierdzone przez Najjaśniejszego władcę Kazimierza zgodnie i jego baronami).
Tekst statutu w języku łacińskim znany jest jedynie z oficjalnego wydania w Syntagmatach (Statuta Regni Poloniae) z 1478, gdzie nie opatrzono go żadną datą. Została ona poznana dopiero dzięki Joachimowi Lelewowi, który opublikował mandat królewski z 31 maja 1465 polecający staroście chełmskiemu Pawłowi Jasieńskiemu ogłoszenie statutu. Ponadto dzięki wzmiance o zjeździe nowokorczyńskim odbytym w maju 1465 w kronice Jana Długosza ustalono bezsprzeczną datę jego wydania.
Poza oficjalnym tekstem łacińskim, przedrukowanym później w Statucie Łaskiego i Volumina Legum, statut nowokorczyński zachował się w czterech kopiach rękopiśmiennych w języku polskim w kodeksach Dzikowskim, Staradomskiego, Świętojerskiego i Wiślicji.
Postanowienia statutu odnosiły się do spraw sądownictwa szlacheckiego (art. 1– 8), płacenia poborów (art. 9), zbiegłych kmieci (art. 10), fałszowania pozwów (art. 11), taks wojewodzińskich (art. 12) oraz sądzenia mieszczan przez wojewodów (art. 13).